# Finlands landsbygdsparti
Finlands landsbygdsparti (FLP; finska: Suomen Maaseudun Puolue, SMP) var ett politiskt parti i Finland som existerade från 1959 till 1995 (upplöstes formellt 2003). Partiet grundades 1959 som Finlands småbondeparti (finska: Suomen Pientalonpoikien Puolue) och namnbytet till Finlands landsbygdsparti skedde 1966.
FLP var ett agrarpopulistiskt parti inom nordisk agrarianism som huvudsakligen sökte sitt stöd på landsbygden. Framför allt ekonomiskt utarmade småjordbrukare som hade förlorat sin mark efter andra världskriget, var en viktig målgrupp för partiet. Partiet var framgångsrik särskilt i agrara och underutvecklade mellersta och norra Finland.
FLP konkurrerade framför allt med Centern om väljare, men tog röster även från vänsterpartierna.
Partiledare från grundandet till 1979 var tullrådet Veikko Vennamo. Han efterträddes av sonen Pekka Vennamo. Veikko Vennamo hade tidigare varit en ledande politiker inom Agrarförbundet, men hade hamnat i konflikt med Urho Kekkonen.

## Historik

### 1960-talet
Vennamo valdes in i riksdagen i valet 1966. Han kandiderade därefter i presidentvalet 1968 och fick 231 282 röster och 33 elektorsmandat, vilket innebar en tredjeplats i valet, och detta gav partiet stor uppmärksamhet.

### 1970-talet
Inför riksdagsvalet 1970 nådde FLP effektivt ut med sitt populistiska budskap, och fick stora framgångar i valet med 10,5 % av rösterna och 18 mandat. Detta blev också partiets starkaste valresultat.
I riksdagsvalet 1972 konsoliderade FLP sin ställning med 18 mandat och 9,2 % av rösterna. 1973 splittrades dock partiet till följd av en intern konflikt, varvid 12 av partiets 18 riksdagsmän bildade ett eget parti vid namn Enhetspartiet för Finlands folk.
I riksdagsvalet 1975 fick FLP bara två mandat i riksdagen och 3,6 % av rösterna. Vid riksdagsvalet 1979 fick partiet sju mandat och 4,6 % av rösterna.

### 1980-talet
Partiet inriktade sig i början av 1980-talet på att angripa korruption i samhället, vilket i riksdagsvalet 1983 ledde till framgångar. Partiet fick 17 mandat och 9,7 % av rösterna. Som en följd av valframgången kom FLP med i Regeringen Sorsa IV med två ministerposter, Pekka Vennamo som andre finansminister och Urpo Leppänen som arbetsminister. Partiet kom att behålla två ministerposter i regeringen fram till hösten 1990.
Platsen i regeringen gjorde samtidigt FLP till ett parti bland andra, vilket ledde till tillbakagång i opinionen. I riksdagsvalet 1987 fick partiet 9 mandat och 6,3 % av rösterna.

### 1990-talet
I början av 1990-talet hade FLP stora problem. Tidningsbolaget Pientalonpoika Oy gick i konkurs 1995, och drog partiet med sig.
Efter Landsbygdspartiets upplösning startade en del av dess tidigare medlemmar partiet Sannfinländarna.

## Partiledare
- Veikko Vennamo 1959–1979
- Pekka Vennamo 1979–1989
- Heikki Riihijärvi 1989–1991
- Tina Mäkelä 1991–1992
- Raimo Vistbacka 1992–1995